# Pedro Gamero del Castillo
Pedro Gamero del Castillo (Sevilla, 20 de novembre de 1910 - Madrid 9 de desembre de 1984) fou un polític espanyol i figura en la guerra civil espanyola.

## Primers anys
Estudià a la Universitat de Sevilla, on es doctorà en Filosofia i Lletres i dret, i poc abans d'esclatar la guerra va obtenir una plaça de lletrat al Consell d'Estat.
Gamero va entrar per primer cop en la política mentre estudiava a la Universitat de Sevilla on va ser líder del moviment estudiantil. Inicialment era membre de la monàrquica Acción Española però el juliol de 1936 es va unir a la Falange Española i aviat fou nomenat governador civil de Sevilla. Va participar en converses amb els líders carlins a Lisboa en 1937 per tal d'integrar-se en Falange, però els contactes fracassaren a causa del seu suport a Joan de Borbó com a hereu legítim al tron d'Espanya, encara que posteriorment Franco va fusionar els dos moviments per decret. Després de l'establiment de la Falange Española Tradicionalista y de las Juntas de Ofensiva Nacional-Sindicalista, a finals del mateix any Gamero fou nomenat membre de la seva Junta Politica, confirmant el seu estatut i ascendència dins el moviment. En els darrers dies de la guerra civil va servir en l'Armada Espanyola.

## Paper en el govern
Després de la guerra Gamero va posar-se sota l'ala de Ramón Serrano Suñer i esdevingué el seu protegit. En 1939 esdevingué el ministre més joves del govern de Franco de la postguerra l'agost de 1939, servint com a ministre sense cartera i com a vicesecretari general del Movimiento. Fins i tot fou secretari interí un moment en 1940. Tanmateix Gamero no era lleial a Francisco Franco i les seves ambicions crearen problemes a Serrano Suñer. En gener de 1941 va mantenir consultes amb Hans Lazar, el secretari de premsa de l'ambaixada del Tercer Reich i li va dir que un govern de Serrano Suñer es comprometria amb les potències de l'Eix i per tant, li preguntà per tal que els nazis publicitessin públicament el seu mentor. Tanmateix, Gamero era un fervent catòlic que tot i pro-alemany considerava atea la visió nazi, i va oferir un suport discret als esforços britànics per mantenir Espanya fora de la guerra a través de contactes a l'ambaixada britànica a Madrid. Després que augmentaren les seves diferències amb Franco, Gamero fou el primer ministre a oferir la seva renúncia pública en març de 1941. Tanmateix, Franco no acceptà la renúncia fins a maig com a part de la reestructuració del gabinet. En juliol de 1943, Gamero, amb diversos membres de les Cortes i militars d'alta graduació va demanar Franco de preparar la restauració de la monarquia en la persona de Joan de Borbó quan acabés la Segona Guerra Mundial. Tement la creixent influència dels agents nazis Franco va actuar i el maig de 1941 Gamero va ser privat de la seva posició, juntament amb un nombre de pro-nazis com Dionisio Ridruejo i Sancho Dávila y Fernández de Celis. Destacat cada vegada més pel seu amiguisme i corrupció financera, Gamero va ser finalment retirat del seu càrrec en el Consell d'Estat en 1943 després de fer una crida pública per a la restauració de la monarquia. Va romandre com a membre del Consell d'Estat per haver aconseguit la seva plaça per oposició com a jurista.

## Darrers anys
Privat del seu càrrec oficial Gamero formà part d'un complot monàrquic en 1944 per enderrocar Franco. mentre també estava estretament implicat en les maquinacions de general monàrquic Alfredo Kindelán. Per llavors Gamero estava convençut que el futur d'Espanya estava en una monarquia constitucional. Des de 1946 endavant va treballar en idees per a una nova constitució i es va convertir en part del consell d'assessorament privat de Joan de Borbó a l'exili d'Estoril (Portugal). Es va dedicar als negocis, i va formar part o va ajudar a formar una sèrie de grans empreses espanyoles de la banca, (vicepresident del Banco Hispano Americano), immobiliàries (Vallehermoso) i construcció naval (Astilleros Españoles), i, més tard es va convertir en accionista fundador d'El País, nou diari que va exercir un paper fonamental en la transició a la democràcia.